# Kandake

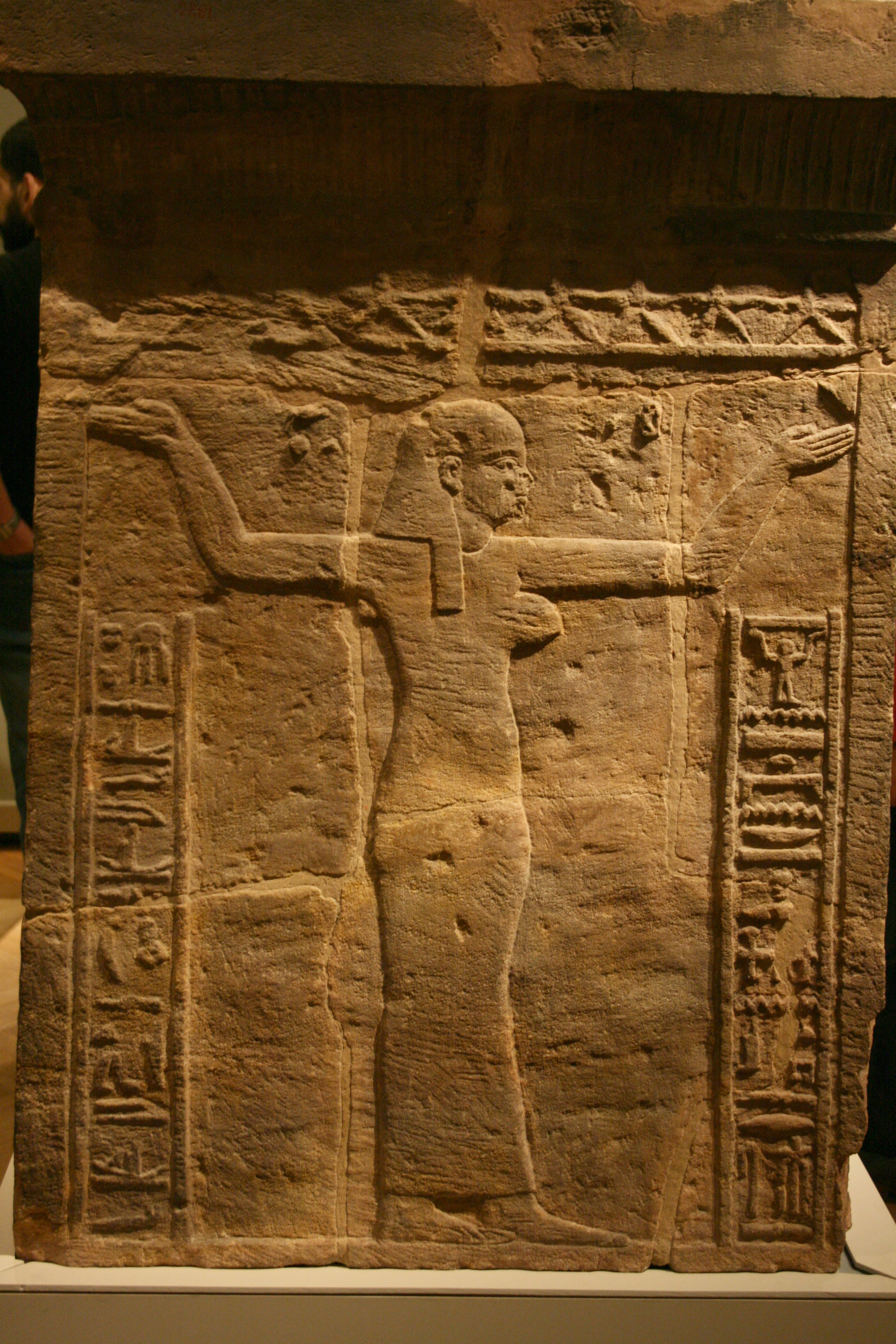
Rilievo raffigurante la kandake Amanitore

Kandake, kadake o kentake (meroitico: 𐦲𐦷𐦲𐦡 , kdke; 𐦲𐦴𐦲𐦡 , ktke), spesso latinizzato come candace (κανδάκη, kandàkē) era il termine meroitico per la sorella del re di Kush che, a causa della successione matrilineare, avrebbe dato alla luce l'erede successivo, rendendola una regina madre. Aveva la sua corte, probabilmente agiva come proprietaria terriera e ricopriva un importante ruolo secolare come reggente. Fonti greche e romane contemporanee ne fanno erroneamente riferimento come l'omonimo nome, derivato dal modo in cui la parola è usata nel Nuovo Testamento.

## Fonti archeologiche
Le kandake di Meroe furono descritte per la prima volta attraverso il racconto del geografo greco Strabone del 23 a.C. nella sua enciclopedia Geografia. Vi furono almeno dieci regine meroitiche regnanti tra il 260 a.C. e il 320 d.C. e almeno sei tra il 60 a.C. e l'80 d.C. La rappresentazione iconografica delle regine meroitiche le raffigura come donne spesso sole e in prima linea nelle loro stele e sculture e mostrate in abiti femminili regali. Le prime raffigurazioni delle regine kushite in genere non hanno elementi egiziani che rendono il loro aspetto drasticamente diverso dai loro uomini kushite e dalle controparti egiziane. Come si vede nella Stele del sogno di Tanutamani, un grande scialle era avvolto attorno al corpo, e un secondo mantello decorato era indossato sopra al primo. Tale abbigliamento era anche portato dalla madre di Taharqa durante la sua cerimonia di incoronazione.
Con gli scavi di George Reisner nei cimiteri reali di El Kurru e Nuri, il materiale archeologico divenne disponibile per studiare la regalità kushita. Inoltre alcune tombe reali di donne kushite furono trovate nel cimitero di Meroe e in Egitto ad Abido. A El Kurru sei piramidi appartengono a donne reali della XXV dinastia egizia e una piramide alla regina Qalhata del periodo Napata. A Nuri le tombe delle donne reali si trovano sull'altopiano occidentale, dove sono state trovate alcune iscrizioni che descrivono il ruolo che le regine madri svolsero all'interno della successione e la loro importanza durante la dinastia kushita.
L'evento più importante a cui partecipavano le donne kushite era la cerimonia di incoronazione. Le lunette delle stele di Tanawetamani, Harsiyotef e Nastasen forniscono tutte prove iconografiche e testuali dell'intronizzazione di questi re, mostrando il monarca accompagnato da un membro femminile della sua famiglia, madre o moglie. La madre del re svolgeva un ruolo essenziale nella legittimazione di suo figlio in quanto re: le prove testuali delle stele dell'incoronazione di Taharqa lasciano ipotizzare che la regina madre fosse presente all'incoronazione di suo figlio. Durante la XXV dinastia kushita fu istituita la carica della Divina Sposa di Amon, la quale fungeva da contatto principale con il dio kushita Amon, svolgendo quindi un ruolo decisivo nell'ascesa al trono del re.
In Etiopia si trovano prove al di fuori della Nubia che mostrano ulteriori riferimenti al concetto di regalità kushite. L'Etiopia ha una storia dinastica lunga oltre tre millenni, risalente da prima del 1000 a.C. e che durò fino al 1973, anno del rovesciamento dell'ultimo imperatore Hailé Selassié. La cronaca ufficiale della successione dinastica della monarchia etiope discendente da Menelik I include sei regine regnanti denominate kandake: la prima è Nicauta (730-681 a.C.), con cinque successive regine del lignaggio che comprendono una discendenza matrilineare al trono. Ventuno regine sono registrate come uniche reggenti nel regno d'Etiopia fino al IX secolo d.C. La conquista di Meroe da parte di Ezanà di Axum potrebbe aver fornito il falso storico per la rivendicazione dinastica etiope delle kandake nubiane e dei loro re. Ad esempio nel Kebra Nagast, la regina di Saba Makeda è anche riconosciuta come kandake o regina madre.

## Fonti greco-romane
Secondo Plinio il Vecchio la regina degli Etiopi portava il titolo di candace, e tale popolo aveva conquistato l'antica Siria e il Mediterraneo.
Nel 25 a.C. la candace kushita Amanirenas, come riportato da Strabone, attaccò la città di Syene, l'odierna Assuan, in territorio dell'Impero Romano. L'imperatore Augusto quindi distrusse la città di Napata per rappresaglia.
Cassio Dione scrisse che l'esercito di Kandake avanzò fino all'isola di Elefantina in Egitto, ma fu sconfitto da Petronio, il quale conquistò la loro capitale Napata e altre città.
Quattro regine africane erano conosciute nel mondo greco-romano come candace: Amanishakheto, Amanirenas, Nawidemak e Malegereabar.

## Riferimenti nella Bibbia

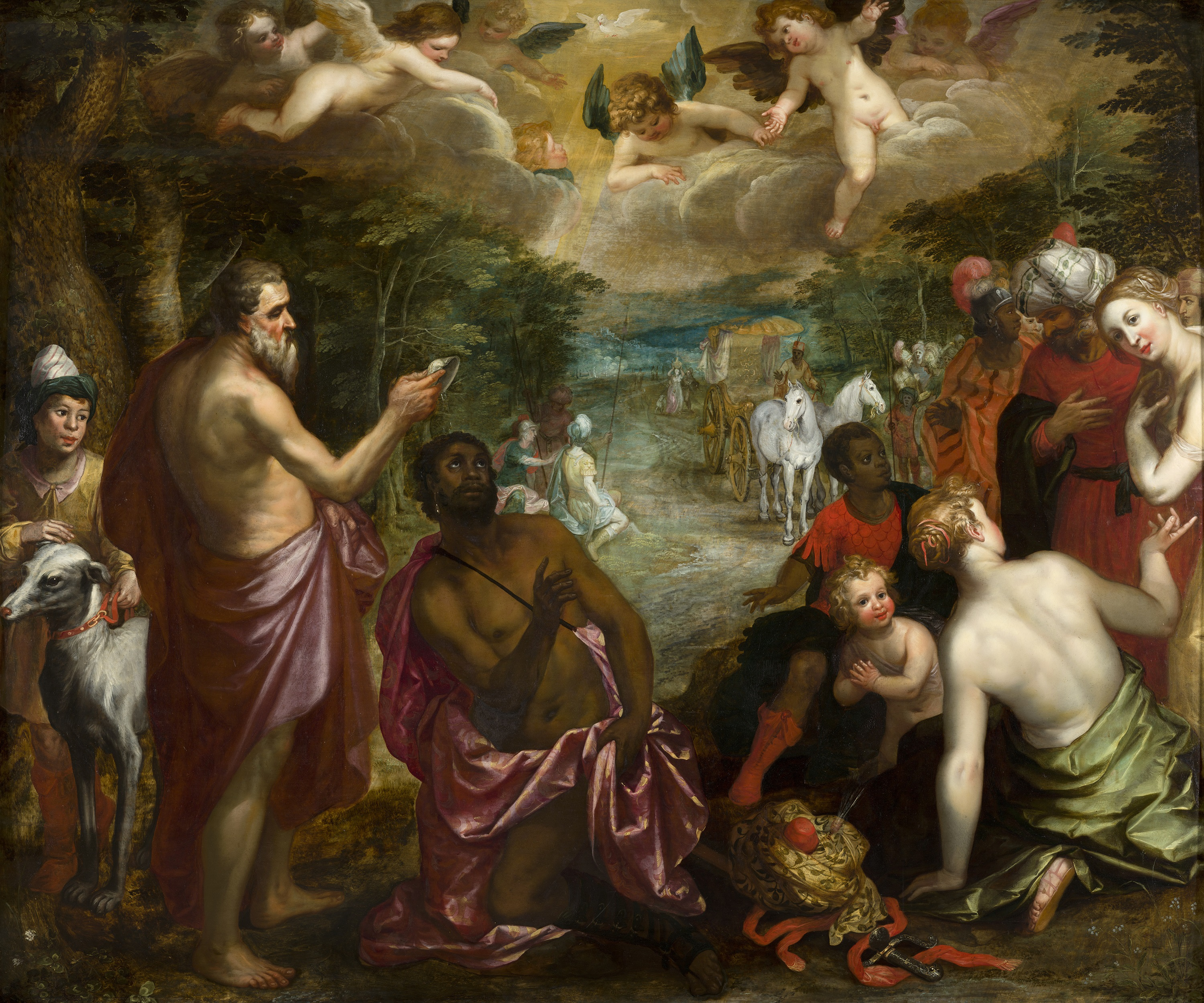
Il battesimo dell'eunuco della regina Candace (1625-30 circa, attribuito a Hendrick van Balen e a Jan Bruegel il Giovane)

Nel Nuovo Testamento si fa riferimento ad un funzionario del tesoro della regina di Etiopia Candace, il quale, di ritorno da un viaggio a Gerusalemme, incontrò l'evangelista Filippo:

## La leggenda alessandrina

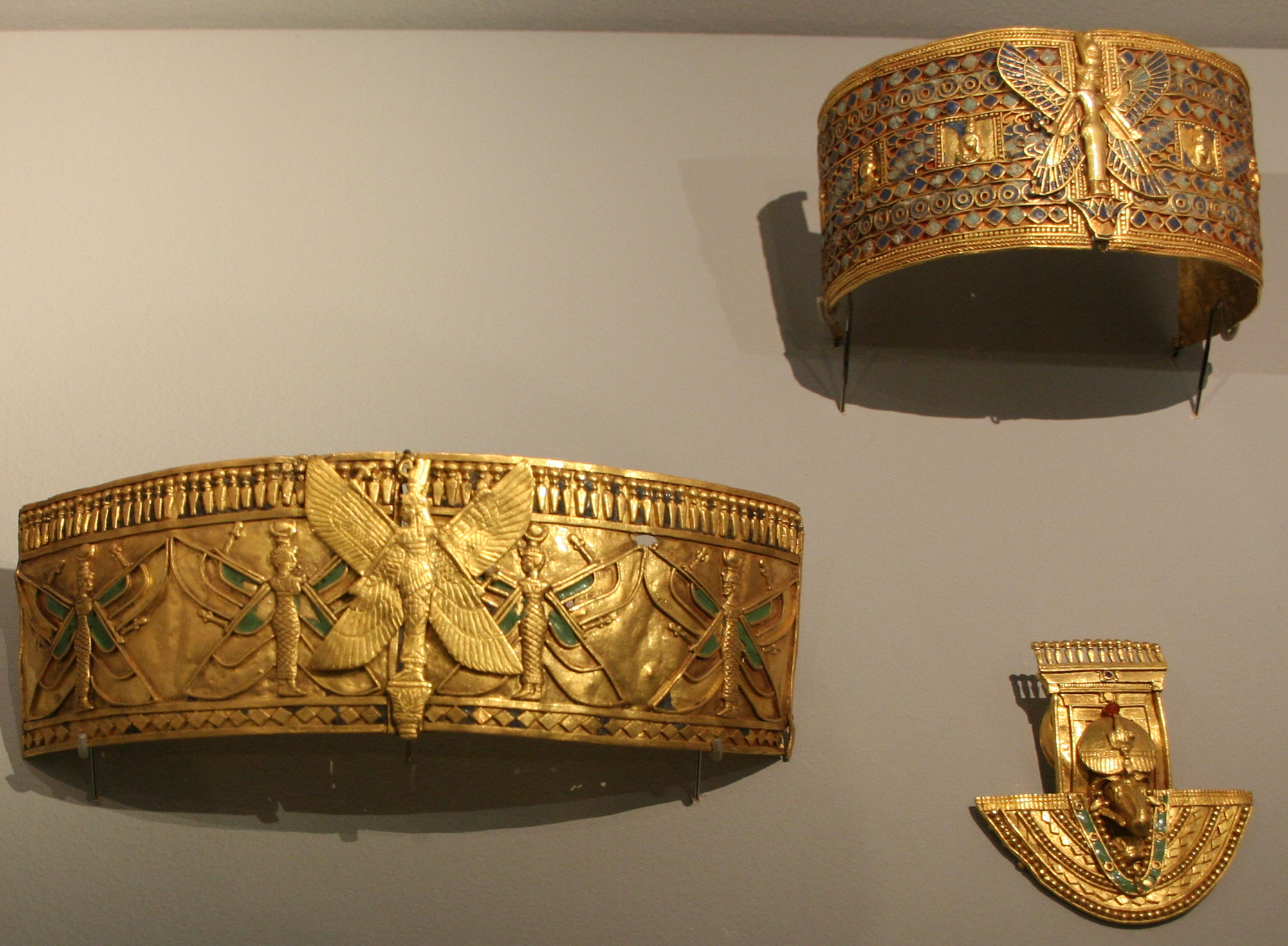
Gioielli della kandake Amanishakheto, dalla sua tomba

Una leggenda nel Romanzo di Alessandro sostiene che il condottiero macedone avesse combattuto contro Candace di Meroë, tuttavia Alessandro non attaccò mai la Nubia e non tentò mai di spostarsi più a sud dell'oasi di Siwa. Nonostante tale leggenda sia comunemente citata, non sembra esserci alcun riferimento storico ad un simile evento. Lo storico Giovanni Malalas avrebbe inoltre unito il materiale del Romanzo con altri scritti, affermando che i due si fossero sposati e che Kandake fosse una regina indiana.

## Kandake di Kush

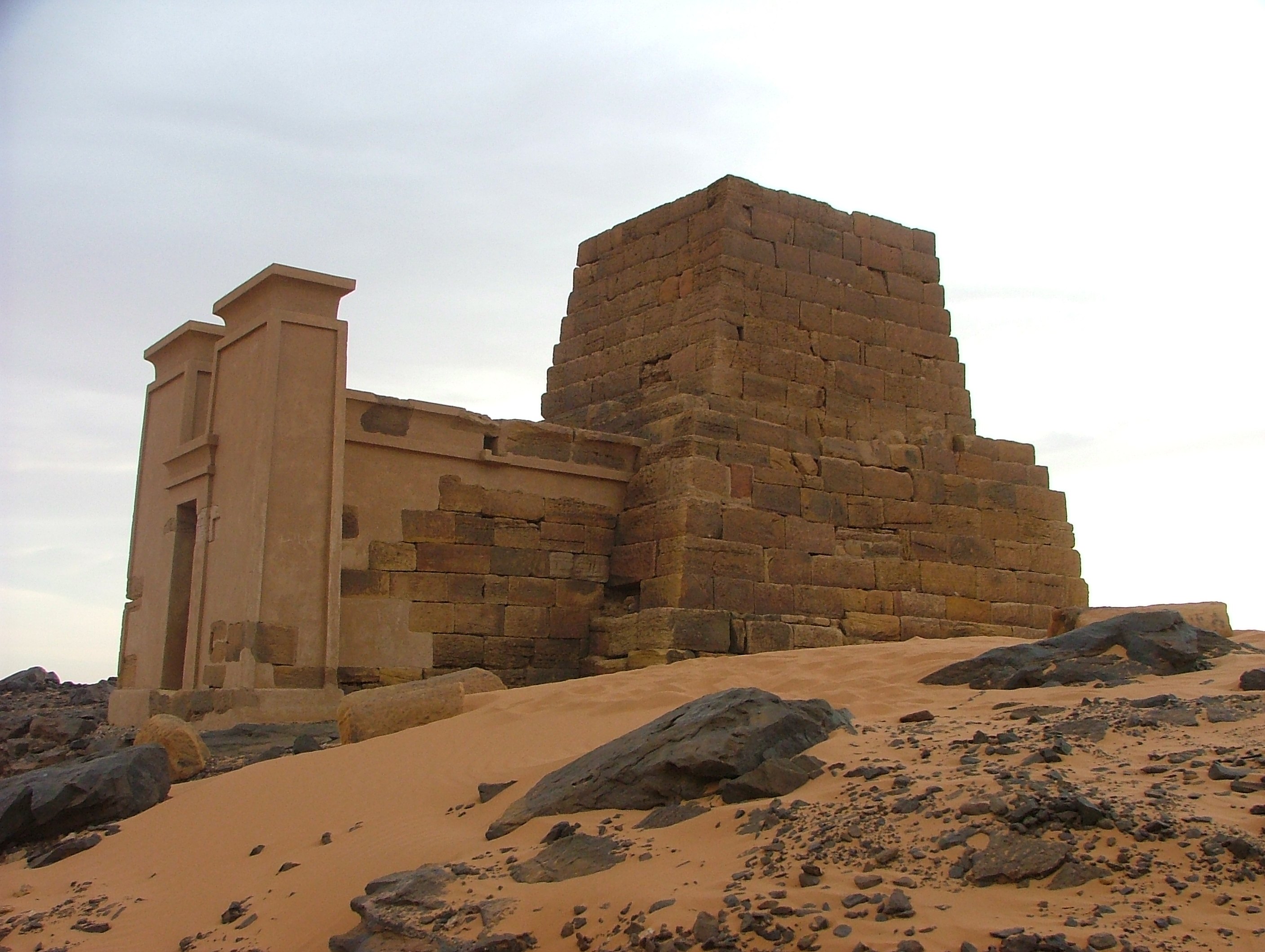
Piramide di Amanitore nell'odierno Sudan

- Shanakdakhete (177 a.C.-155 a.C.) (prima regina regnante conosciuta)
- Amanirenas (40 a.C.-10 a.C.)
- Amanishakheto (10 a.C. circa - 1 d.C.)
- Amanitore (1-20 d.C.)
- Amanitaraqide (22-41 d.C.)
- Amanikhatashan (62-85 d.C.)
- Maleqorobar (266-283 d.C.)
- Lahideamani (306-314 d.C.)[10]